# Bolus (médecine)
Pour les articles homonymes, voir Bolus et Bol.
En médecine et en pharmacie, le terme bolus ou bol désigne une dose de médicament ou de produit de contraste que l'on doit administrer au complet d'un seul coup, généralement par injection intraveineuse (bol intraveineux) et parfois intraosseuse ou sous-cutanée, afin d'obtenir une réponse thérapeutique rapide ou pour établir un diagnostic.
Le bolus s'oppose à l'administration lente, à la perfusion ou au traitement de longue durée, par voie orale ou autre.
En médecine vétérinaire, le bolus ou bol est une grosse pilule que l'on administre à un animal par voie orale à l'aide d'un pistolet. Il sert à faire ingérer des substances amères, astringentes, insolubles ou de saveur désagréable, et est généralement utilisé pour les animaux de grande taille.

## Étymologie
Le mot bol provient du latin médical bolus, lui-même du grec βῶλος (bôlos), qui signifie littéralement motte de terre. Anciennement, on désignait par bol une préparation médicamenteuse molle (électuaire pouvant contenir des poudres, du sirop, du miel, ou de la pulpe végétale) roulée dans une poudre et qui devait être avalée en une seule fois.

## Exemples
Un bolus de corticoïdes (méthylprednisolone) pour traiter une maladie de Horton avec atteinte ophtalmologique permet un traitement rapide et efficace de l'inflammation. Il diffère d'un traitement de fond par voie orale pour la même maladie sans troubles ophtalmologiques à doses inférieures.
Le bolus de méthylprednisolone est aussi un traitement usuel de la sclérose en plaques, soit en réponse à une poussée dans le cas d'une forme rémittente, soit en traitement de fond dans le cas d'une forme progressive.
Dans le cas du diabète, qu'il soit de type 1 ou de type 2, un bolus consiste en l'injection d'une insuline rapide sous-cutanée afin de couvrir les apports d'un repas ou d'une collation.